# 아그리파 도비녜
아그리파 도비녜(Théodore Agrippa d'Aubigné, 1552년 2월 8일 – 1630년 4월 29일)는 프랑스의 시인이자 신교파의 무장(武將)이다.
상통쥬 출신. 16세기 말의 종교전쟁에 붓과 칼로써 활약한 후 망명지 주네브에서 사망하였다. 대표작품은 <비창(悲愴)곡>(1616)으로 인간의 가장 심오한 감정의 하나인 신앙에서 오는 그의 모든 것이 환상적 상상력이 풍부한 개성적 표현으로 노래되고 있다. 오늘날 그는 격동시대 문학의 체현자(體現者)로서 대표적인 바로크 시인의 한 사람이다.